# Coupe Memorial 1942
Navigation
Édition précédente Édition suivante
La finale de l'édition 1942 de la Coupe Memorial est présentée au Shea's Amphitheatre de Winnipeg, au Manitoba et est disputé entre le vainqueur du trophée George T. Richardson, remis à l'équipe championne de l'est du Canada et le vainqueur de la Coupe Abbott remis au champion de l'ouest du pays. Il s'agit du dernier tournoi disputé au format trois de cinq.

## Équipes participantes
- Les Generals d'Oshawa de l'Association de hockey de l'Ontario, en tant que vainqueurs du trophée George T. Richardson.
- Les Terriers de Portage-La-Prairie de la Ligue de hockey junior du Manitoba en tant que vainqueurs de la Coupe Abbott.

### Résultats
| Match | Vainqueur                      | Résultat | Perdant                        | Lieu                           |
| ----- | ------------------------------ | -------- | ------------------------------ | ------------------------------ |
| 1     | Terriers de Portage-La-Prairie | 5-1      | Generals d'Oshawa              | Shea's Amphitheatre (Winnipeg) |
| 2     | Terriers de Portage-La-Prairie | 8-7      | Generals d'Oshawa              | Shea's Amphitheatre            |
| 3     | Generals d'Oshawa              | 8-4      | Terriers de Portage-La-Prairie | Shea's Amphitheatre            |
| 4     | Terriers de Portage-La-Prairie | 8-2      | Generals d'Oshawa              | Shea's Amphitheatre            |

## Effectifs
Voici la liste des joueurs des Terriers de Portage-La-Prairie, équipe championne du tournoi 1942 :
- Entraîneur : Addie Bell
- Joueurs : Gordon Bell, Joe Bell, Lin Bend, Don Campbell, Billy Gooden, Bill Heindl, Robert Love, Jack McDonald, Jack O'Reilly, Bud Ritchie, Lloyd Smith et Wally Stefaniw.